# Nationella insatsstyrkan
Nationella insatsstyrkan (NI) är en insatsstyrka inom den svenska Polismyndigheten avsedd att hantera svåra och farliga situationer då människors liv är i fara, bland annat terrorism, gisslantagning, kidnappning och liknande. Medlemmarna i nationella insatsstyrkan tjänstgjorde tidigare endast deltid i styrkan, då de hade två veckors träning och sedan två veckors ordinarie polisarbete på en myndighet. Numera arbetar samtliga poliser heltid i styrkan, då de oftast har mycket träning och relativt många uppdrag. Nationella insatsstyrkan är en av de tre insatstyrkorna i Sverige: Nationella insatsstyrkan (NI) som verkar i hela landet,  Förstärkt regional insatsstyrka (FRI) som främst jobbar i region Stockholm och Regional insatsstyrka (RI) som det finns en enhet av i de flesta regionerna.
En avveckling av beredskapsplutonen diskuterades men enheten fick extra anslag av regeringen 1991 och blev känd som Beredskapsstyrkan mot terrorism och tillhörde Stockholmspolisen. År 2002 överfördes den till rikskriminalpolisen.
Efter polisens omorganisation 2015 tillhör NI den Nationella operativa avdelningen.

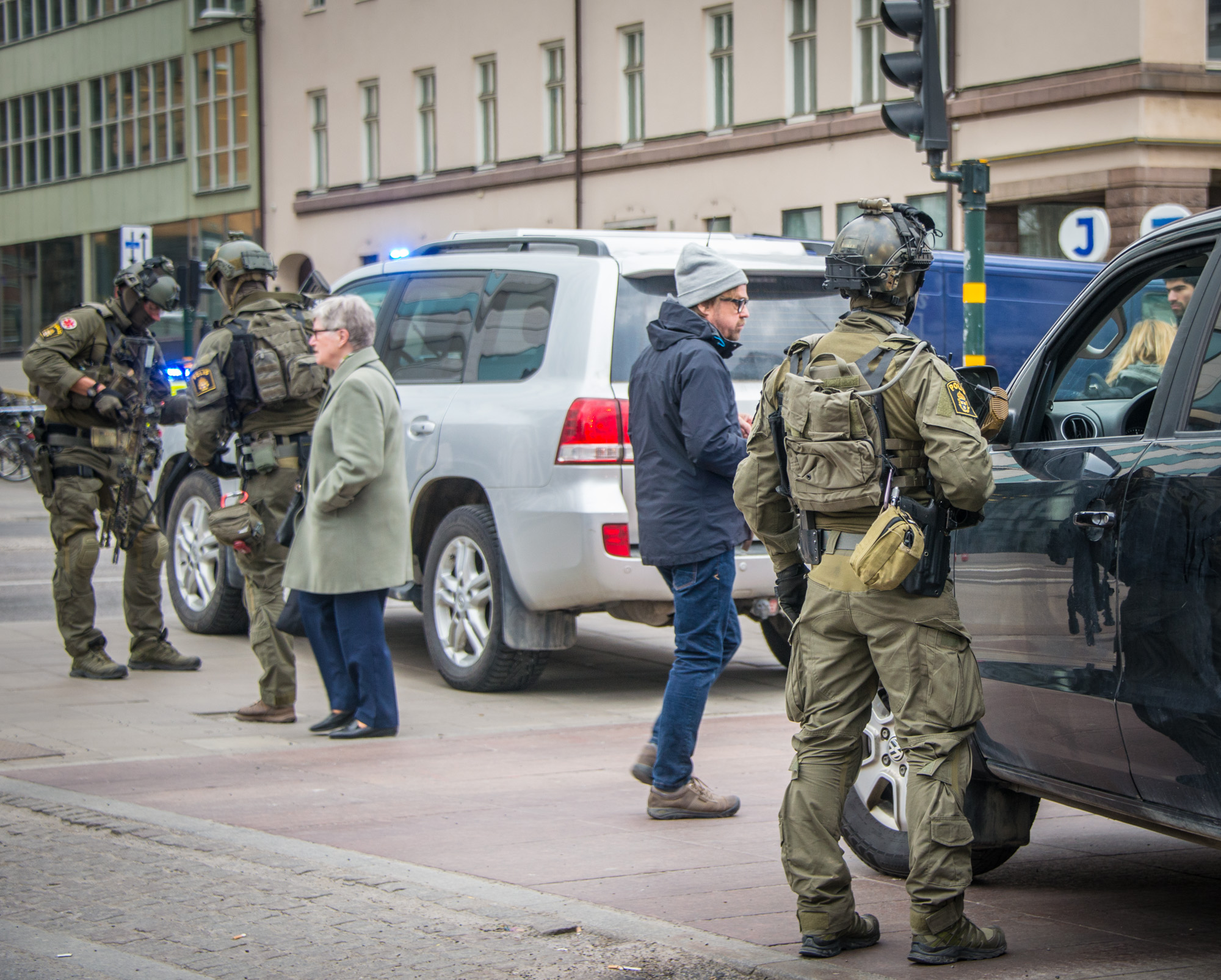
Operatörer från Nationella insatsstyrkan under polisinsatsen i samband med terrordådet på Drottninggatan 2017.

## Arbetsuppgifter
Nationella insatsstyrkans huvuduppgift är att bekämpa terrorism, men det finns flera situationer där deras kompetens kan utnyttjas:
- Insatser vid gisslansituationer och kidnappningar.
- Insatser mot brottsliga handlingar med stöd av främmande makt.
- Ingripanden mot särskilt farliga gärningsmän.
- Insatser vid grova rån.
- Spaning och kartläggning i svårtillgängliga miljöer.
- Insatser i marin miljö.
- Bistå med specialiserad kompetens vid statsbesök.
- Förhandling i krissituationer.
- Förstärkt livvaktsskydd.
- Insatser för bevissäkring med hög komplexitet eller svårighetsgrad.

Vid allvarliga händelser utomlands, till exempel naturkatastrofer eller krigsutbrott, där svenskar finns bland de drabbade kan Nationella insatsstyrkan var del i en nationell stödstyrka tillsammans med exempelvis Särskilda operationsgruppen som samordnas av Myndigheten för samhällsskydd och beredskap.
En annan arbetsuppgift för Nationella insatsstyrkan är omvärldsbevakning, och förberedelser utifrån den hotbild som finns mot Sverige. Detta kräver att den Nationella insatsstyrkan har ett omfattande samarbete med såväl svenska som internationella myndigheter och organisationer.
Arbetsuppgifterna kan närmast jämföras med till exempel tyska GSG9, danska AKS och FBI:s HRT eller liknande polisenheter.

## Insatser och verksamhet
Nationella insatsstyrkan sätts regelbundet in vid gisslansituationer och gripanden där de misstänkta har bedömts för farliga för den vanliga polisen, exempelvis vid grova rån eller gripanden av misstänkta terrorister. NI var centrala vid polisinsatsen i samband med terrordådet på Drottninggatan 2017. Utöver ren insatsverksamhet löser NI också spaningsuppgifter i svårtillgänglig terräng, dykuppdrag samt viss personsäkerhet och eskort. En vanlig uppgift är även bevissäkring med hög komplexitet eller svårighetsgrad, ofta kopplade till ärenden såsom barnporr, narkotika eller dylikt där det är av hög vikt att bevis snabbt kan säkras innan gärningsmannen kan förverka dem. Polisens förhandlarverksamhet är även placerad vid nationella insatsstyrkan, här utvecklas också metoderna för polisförhandling. NI har även hundar och hundförare, enheten använder endast Malinois, en Belgisk vallhund. 
Förutom operativa insatser genomförs återkommande utbildningsinsatser för grundförmågan som operatör samt utvecklingsverksamhet inom specialistområdet. Fördelningen är ungefär att 50 procent av arbetstiden avsätts för utbildning och övning. NI har beredskap dygnet runt, året om och i arbetet ingår även att ha beredskap ett antal veckor varje år. Under dessa veckor ska operatören snabbt kunna gå i tjänst vid händelse av larm. NI bedriver även verksamhet utomlands, både avseende utbildning och operativ tjänst.NI har bland annat deltagit i en rådgivnings- och utbildningsroll på internationella insatser, de deltog även som bordningsstyrka ombord på kustbevakningsfartygen som deltog i Frontex operation Triton.  

## Organisation
Avdelningen består av ett flertal insatsgrupper med olika specialistkompetenser. Exempelvis fordonsgrupp, forceringsgrupp, prickskyttegrupp och dykgrupp. Alla operatörer har oavsett specialistkompetens samma grundutbildning och förmåga. När behov av deras specialistkompetenser inte föreligger arbetar de i enhetens ordinarie linjearbete.  
Nationella insatsstyrkan utgör även en del av polisens nationella insatskoncept (NIK). NIK är indelat i tre nivåer: 
- Nationell förmåga (Nationella insatsstyrkan)
- Förstärkt regional förmåga (Polisregion Väst, Syd och Stockholm. F.d. Piketenheterna)
- Generell regional förmåga (Polisregion Nord, Bergslagen, Mitt och Öst)

Tanken är att samtliga alla landets polisregioner snabbt ska kunna sätta in insatsstyrkor. De tre nivåerna ska ha likartade arbetssätt och rutiner för att vid behov kunna arbeta tillsammans.

## Rekrytering och utbildning
Beroende på tjänst så genomgår den sökande olika tester i en rekryteringsprocess. I huvudsak rekryteras insatspoliser (operatörer) men även specialister i olika verksamhetsområden såsom t.ex. vapentekniker eller specialister inom säkerhetsskydd.   
Rekryteringsprocessen till NI består av ett flertal delar, med inledande förtester som prövar kandidaternas fysiska och psykiska prestationsförmåga. Rekryteringsprocessen kulminerar i ett cirka 10 dygn långt arbetsprov i fält som genomförs med stöd av Försvarsmakten. I regel klarar sig 6-10% av de sökande sig genom hela rekryteringsprocessen och får påbörja enhetens 9 månader långa grundkurs.
För att kunna söka tjänst som operatör på NI krävs att den sökande antingen är utbildad polis med godkänd aspiranttjänstgöring eller att denne har operativ erfarenhet och grundutbildning inom statligt rättsvårdande myndigheter som Försvarsmakten, Kustbevakningen eller Tullverket. Alla operatörer på NI är poliser.
För att vara behörig att söka tjänst som operatör vid NI skall den sökande lägst ha något av följande: 
- Polisiär grundutbildning inklusive aspiranttjänstgöring med godkänt resultat.
- Militär grundutbildning inklusive minst fyra års aktiv tjänstgöring inom Försvarsmakten, ha grundbehörighet till polisutbildningen och vara utbildad på pistol 88.
- Kustbevakningens grundutbildning inklusive aspiranttjänstgöring med godkänt resultat inklusive minst fyra års tjänstgöring inom Kustbevakningen, ha grundbehörighet till polisutbildningen samt utbildats på och burit tjänstevapen i myndighetsutövning
- Tullverkets grundutbildning inklusive minst fyra års tjänstgöring inom den brottsbekämpande verksamheten, ha grundbehörighet till polisutbildningen, ska uppfylla kraven för att bära tjänstevapen samt ha utbildats på och burit tjänstevapen i myndighetsutövning.
Sökande som ej har polisutbildning sedan tidigare genomgår en specialistutbildning mot polis innan de inleder NI:s grundutbildning. Utbildningen är en specialanpassad utbildning som ger en generell yrkesbefogenhet som polis. Det som skiljer utbildningen från den vanliga polisutbildningen är att den riktar sig till de som redan på förhand är rekryterade för en specifik tjänst inom polisen. Utbildningens innehåll har i allt väsentligt samma delar som den ordinarie polisutbildningen men vissa delar har komprimerats och vissa har tagits bort. Utbildningen omfattar två terminers studier om totalt 12 månader följt av 6 månaders aspiranttjänstgöring.
Få kvinnor ansöker till Nationella insatsstyrkan och hösten 2017 hade fortfarande ingen antagits, men myndigheten har drivit projekt för att öka antalet kvinnliga sökande. Några formella hinder föreligger inte, men att sänka kraven för att kunna släppa in sökande oberoende av kön är något chefen för enheten motsätter sig.
Nationella insatsstyrkan övar och arbetar delvis tillsammans med Försvarsmakten inom tillämpliga delar, särskilt avseende helikoptertransporter samt samövning avseende terrorbekämpning tillsammans med Särskilda operationsgruppen. Träning och utbildning bedrivs runt om i landet, inte sällan på militära anläggningar. Till vardags tränar styrkan på eget område vid Polishögskolan i Sörentorp.

## Utrustning och beväpning
Nationella insatsstyrkans utrustning skiljer sig till stor del från den ordinarie polisens men även till del från de regionala insatsenheterna. Utmärkande för NI är att operatörerna oftast uppträder i gröna uniformer och västar, högt skurna ballistiska hjälmar samt automatkarbiner. Enheten är utrustade med polisens förra ordinarie tjänstevapen, Sig Sauer P226 men kommer under 2025 byta till Glock 17,  NI är även utrustade med automatkarbiner i 5.56 och 7.62 från amerikanska företaget LWRC samt tyska H&K.
Tidigare förekom materiel och kompetens inom de båda förmågorna även vid de förstärkta regionala insatsstyrkorna (f.d. Piketen) men polisens etiska råd valde att begränsa förmågorna till NI.

## Transporter

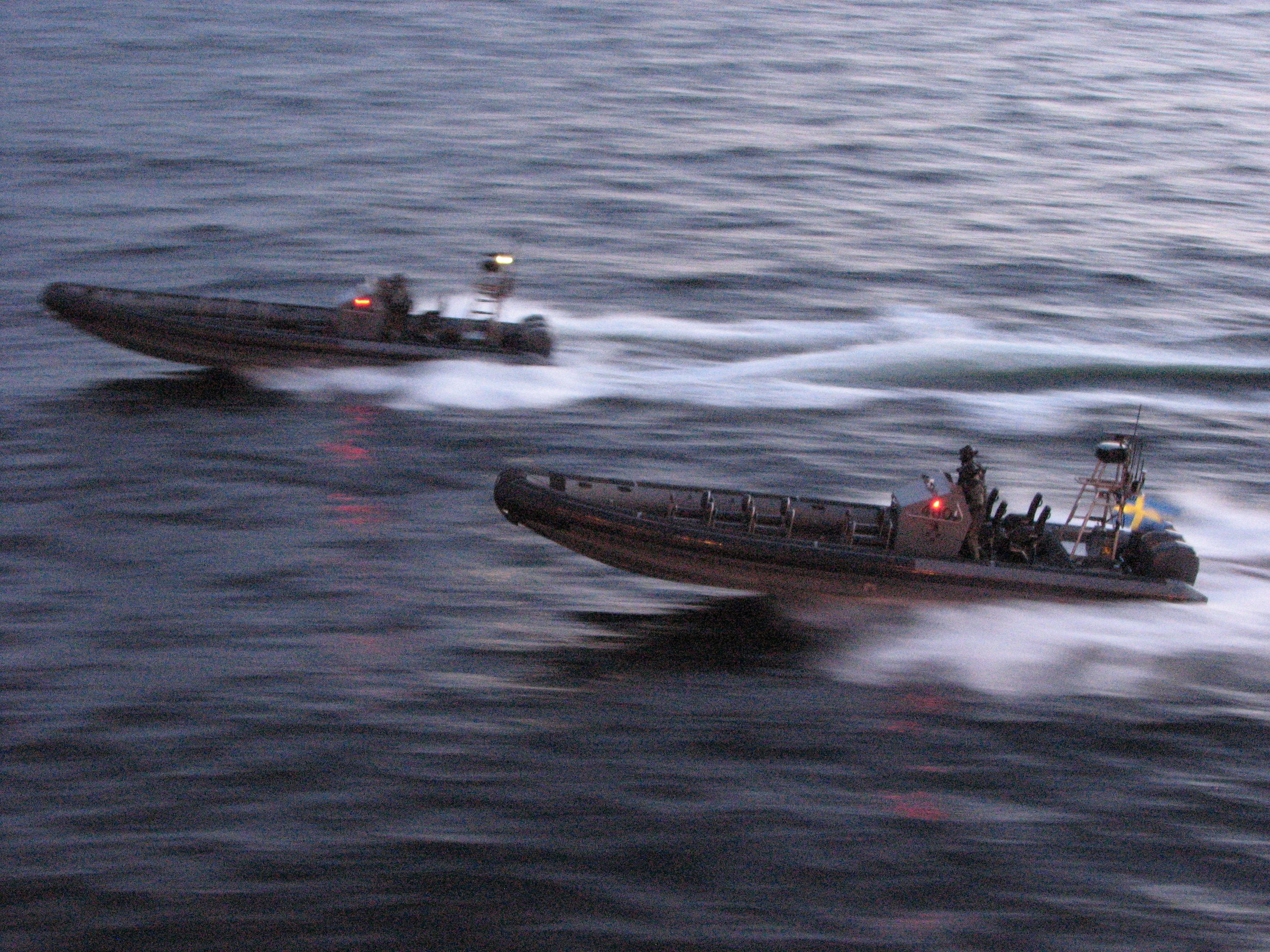
RHIB-båtar ur Nationella bordningsgruppen.

Polisen saknar medeltunga helikoptrar för att transportera till exempel Nationella insatsstyrkan eller personal och utrustning för bombskydd. Enligt Lagen om Försvarsmaktens stöd till polisen vid terrorismbekämpning från 2006 har Försvarsmaktens personal under en stödinsats till polisen samma befogenheter som poliser. Från 2014 har helikopterstöd organiserats i praktiken genom att militära helikoptrar av typ Helikopter 16 Black Hawk från den 11 augusti 2014 satts i beredskap på Malmens flygplats i Linköping för att vid behov bistå polisen i händelse av grova brott eller misstänkta terrorhandlingar. Detta är delvis ett resultat av utvärderingar i Norge efter terrordåden 2011, då polisen hade svårigheter att snabbt nå Utøya.
År 2018 beslutade Polismyndigheten att köpa in ytterligare två helikoptrar, den första med placering i Region Syd och den andra med placering i anslutning till NI vid Sörentorp.
För transporter till sjöss har NI stöd av Kustbevakningen via den Nationella bordningsgruppen.

## Chefer
- ????–2010 – Bertil Olofsson[22]
- 2010–2015 – Marie Jarnérus[22]
- 2015– – Hampus Nygårds[23]